# Барзи ан Тјераш
Барзи ан Тјераш (фр. Barzy-en-Thiérache) насеље је и општина у североисточној Француској у региону Пикардија, у департману Ен (Пикардија) која припада префектури Вервен.
По подацима из 2011. године у општини је живело 308 становника, а густина насељености је износила 40,37 становника/km². Општина се простире на површини од 7,63 km². Налази се на средњој надморској висини од 166 метара (максималној 202 m, а минималној 152 m).

## Демографија
| 1962. | 1968. | 1975. | 1982. | 1990. | 1999. | 2006. | 2011. |
| ----- | ----- | ----- | ----- | ----- | ----- | ----- | ----- |
| 397   | 405   | 335   | 317   | 308   | 304   | 300   | 308   |

График промене броја становника у току последњих година